# アーサー・フライ
アート・フライ(Art Fry)ことアーサー・フライ（Arthur Fry、1931年8月19日 - ）は、アメリカ合衆国の発明家、科学者である。3Mが製造している付箋紙「ポスト・イット」の共同開発者として知られている。

## 生涯
フライは、ミネソタ州オワトナで生まれ、その後、アイオワ州やカンザスシティに住んだ。幼少期は農村部の1教室しかない学校で教育を受けた。1955年にミネソタ大学で化学工学の学士号を取得した。大学在学中の1953年に3M社（当時はミネソタ・マイニング・アンド・マニュファクチュアリング社）に研究者として就職し、1990年代初頭に退職するまで新製品の開発に従事した。

## ポスト・イット
フライの代表的な発明品であるポスト・イットが誕生したのは1974年のことである。その年、フライは3Mの科学者スペンサー・シルバーが主催する、彼が1968年に開発した接着剤を紹介する社内セミナーに参加した。シルバーが開発した接着剤は、特殊な分子構造をしていて、紙を接着するのに十分で、紙を引き剥がしても破れない程度の接着力を持っていた。当時、シルバーは自分の発明を市場で利用する方法を模索していた。
伝説によれば、夜、教会の聖歌隊で歌っていたフライは、楽譜のページに栞代わりの紙を挟んでいた。しかし、本を開くと、その場しのぎの栞が落ちてしまうことが多かった。1973年のある日曜日、フライは、シルバーの接着剤を使えば、ページを傷めずに栞を固定できるのではないかと思いついた。次の日、フライはシルバーの接着剤のサンプルを取り寄せた。そして、それを紙の全面に塗布すると本からはみ出た部分がベタつくため、端の方にだけ塗布して栞にする実験を始めた。フライは上司に宛てたメモをこの栞に書いて渡したことから、これがポスト・イットへと発展して行った。
しかし、製造上の技術的な問題や、経営陣がこの商品の販売性に疑問を持ったことから、構想が実現するまでにはさらに数年を要した。1980年、ポスト・イットは全米で発売された。
ポスト・イットの成功により、1986年に3Mはフライを企業研究員に任命した。
2004年の夏、フライは陸軍主催の数学・科学コンテスト「eCybermission」の審査員を務めた。
2010年、フライは全米発明家殿堂に殿堂入りした。